# Igor Fraga
Igor Omura Fraga (Kanazawa, 26 de setembro de 1998) é um automobilista brasileiro nascido no Japão. Em 2020, se integrou ao programa de jovens pilotos da Red Bull, o Red Bull Junior Team.
Ele venceu a série inaugural da Copa das Nações da FIA de Gran Turismo e do McLaren Shadow em 2018 e também competiu no Campeonato de eSports de Fórmula 1 de 2017. Em 2020, Fraga conquistou o título da Toyota Racing Series.

## Carreira

### Cartismo
Fraga é filho de brasileiros que se mudaram para o Japão em busca de condições melhores, assim, nascendo no país asiático. Ele iniciou sua carreira no kart bem cedo, sendo campeão 7 vezes no Japão e uma vez campeão asiático. Sua carreira foi interrompida durante a crise de 2008, tendo que retornar ao Brasil.

### Fórmula 1600 e Fórmula 3
Em 2014, voltou a disputar corridas na Fórmula 1600. Disputou a Fórmula 3 Brasil em 2015, 2016 e 2017, sendo campeão da Academy Class no último ano.

### Gran Turismo e Toyota Racing Series
Em 2018, Igor foi campeão da Copa das Nações da FIA de Gran Turismo, um campeonato virtual de automobilismo chancelado pela FIA. A Polyphony Digital, empresa desenvolvedora do Gran Turismo, começou a investir na carreira de Fraga a partir da Campeonato de Fórmula Regional Europeia. Em fevereiro de 2020, Igor voltou a ser campeão, dessa vez da Toyota Racing Series. Logo depois, em março, foi anunciado como membro do programa de jovens pilotos da Red Bull.

### Campeonato de Fórmula 3 da FIA
Em 5 de fevereiro de 2020, foi anunciado que Fraga foi contratado pela equipe Charouz Racing System para a disputa da temporada de 2020 do Campeonato de Fórmula 3 da FIA. Igor teve problemas durante a temporada por conta da Charouz apresentar o pior desempenho das 10 equipes. Com constantes quebras e problemas diversos durante a competição, Fraga conquistou apenas um único ponto na sua temporada de estreia. 
Acabou não participando na última etapa da temporada por conta de uma briga contratual com a equipe Charouz. Igor correria a última etapa pela equipe Hitech, primeiramente acordado com a Charouz, mas o acordo foi quebrado e Igor ficou sem assento para o último final de semana. Com a Hitech e a Charouz competiram sem seu terceiro piloto na rodada de Mugello.

## Resultados

### Campeonato de Fórmula 3 da FIA
| Temporada | Equipe                | 1           | 2           | 3           | 4           | 5          | 6           | 7           | 8            | 9           | 10          | 11         | 12         | 13         | 14         | 15         | 16         | 17      | 18      | Class. | Pontos |
| --------- | --------------------- | ----------- | ----------- | ----------- | ----------- | ---------- | ----------- | ----------- | ------------ | ----------- | ----------- | ---------- | ---------- | ---------- | ---------- | ---------- | ---------- | ------- | ------- | ------ | ------ |
| 2020      | Charouz Racing System | RBR1 FEA 17 | RBR1 SPR 25 | RBR2 FEA 26 | RBR2 SPR 14 | HUN FEA 15 | HUN SPR Ret | SIL1 FEA 15 | SIL1 SPR Ret | SIL2 FEA 18 | SIL2 SPR 10 | CAT FEA 24 | CAT SPR 18 | SPA FEA 19 | SPA SPR 27 | MNZ FEA 24 | MNZ SPR 17 | MUG FEA | MUG SPR | 24º    | 1      |